# سنتنسد
سنتنسد (Sentenced) یک گروه متال فنلاندی است که از سال ۱۹۸۹ فعالیت می‌کرده و در سال ۲۰۰۵ منحل شد.
اعضای این گروه شامل: Miika Tenkula (گیتاریست)، Ville Laihiala (خواننده)، Sami Lopakka (گیتاریست)، Vesa Ranta (درامر)، Sami Kukkohovi (گیتار بیس) می‌شد.